# Internationaux de Strasbourg 2019
Internationaux de Strasbourg 2019 — жіночий тенісний турнір, що проходив на кортах з ґрунтовим покриттям Tennis Club de Strasbourg у Страсбургу (Франція). Належав до категорії International в рамках Туру WTA 2019. Відбувсь утридцятьтретє і тривав з 19 до 25 травня 2019 року.

## Очки і призові
| Дисципліна              | П   | Ф   | ПФ  | ЧФ | 1/8 | 1/16 | Q   | Q2  | Q1  |
| Жінки, одиночний розряд | 280 | 180 | 110 | 60 | 30  | 1    | 18  | 12  | 1   |
| Жінки, парний розряд    | 280 | 180 | 110 | 60 | 1   | Н/Д  | Н/Д | Н/Д | Н/Д |

### Розподіл призових грошей
| Дисципліна              | П       | F       | ПФ      | ЧФ     | 1/8    | 1/16   | Q2     | Q1   |
| Жінки, одиночний розряд | $43,000 | $21,400 | $11,500 | $6,175 | $3,400 | $2,100 | $1,020 | $600 |
| Жінки, парний розряд    | $12,300 | $6,400  | $3,435  | $1,820 | $960   | Н/Д    | Н/Д    | Н/Д  |

## Учасниці основної сітки в одиночному розряді

### Сіяні учасниці
| Країна    | Гравчиня         | Рейтинг1 | Сіяна |
| --------- | ---------------- | -------- | ----- |
| Австралія | Ешлі Барті       | 9        | 1     |
| Білорусь  | Арина Соболенко  | 10       | 2     |
| КНР       | Ван Цян          | 17       | 3     |
| Франція   | Каролін Гарсія   | 22       | 4     |
| США       | Софія Кенін      | 37       | 5     |
| Україна   | Даяна Ястремська | 41       | 6     |
| КНР       | Чжен Сайсай      | 46       | 7     |
| КНР       | Ч Шуай           | 48       | 8     |

- Рейтинг подано станом на 13 травня 2019.

### Інші учасниці
Учасниці, що отримали вайлд-кард на участь в основній сітці:
- Амандін Есс
- Арина Соболенко
- Армоні Тан

Учасниця, що потрапила в основну сітку завдяки захищеному рентингові:
- Шелбі Роджерс

Нижче наведено гравчинь, які пробились в основну сітку через стадію кваліфікації:
- Марі Бенуа
- Хань Сіньюнь
- Марта Костюк
- Астра Шарма
- Лаура Зігемунд
- Рената Сарасуа

Як щасливий лузер в основну сітку потрапили такі гравчині: 
- Діана Марцинкевич

### Відмовились від участі
- Ешлі Барті → її замінила  Діана Марцинкевич
- Міхаела Бузернеску → її замінила  Чжу Лінь
- Алізе Корне → її замінила  Магда Лінетт
- Каміла Джорджі → її замінила  Луксіка Кумхун
- Александра Крунич → її замінила  Фіона Ферро
- Петра Мартич → її замінила  Джессіка Пегула
- Анастасія Павлюченкова → її замінила  Шелбі Роджерс

## Учасниці основної сітки в парному розряді

### Сіяні
| Країна            | Гравчиня          | Країна            | Гравчиня       | Рейтинг1 | Сіяна |
| ----------------- | ----------------- | ----------------- | -------------- | -------- | ----- |
| Китайський Тайбей | Чжань Хаоцін      | Китайський Тайбей | Латіша Чжань   | 34       | 1     |
| Японія            | Ері Нодзумі       | Японія            | Ніномія Макото | 54       | 2     |
| Польща            | Алісія Росольська | КНР               | Ян Чжаосюань   | 56       | 3     |
| Хорватія          | Дарія Юрак        | Румунія           | Ралука Олару   | 75       | 4     |
| Україна           | Надія Кіченок     | США               | Абігейл Спірс  | 80       | 5     |

- 1 Рейтинг подано станом на 13 травня 2019.

### Інші учасниці
Пара, що отримала вайлд-кард на участь в основній сітці:
- Фіона Ферро /  Діан Паррі
- Амандін Есс /  Армоні Тан

Наведені нижче пари отримали місце як заміна:
- Дарія Гаврилова /  Еллен Перес

### Відмовились від участі
До початку турніру
- Чжань Хаоцін /  Латіша Чжань (зміна графіку)

## Фінальна частина

### Одиночний розряд
- Даяна Ястремська —  Каролін Гарсія, 6–4, 5–7, 7–6(7–3)

### Парний розряд
- Дарія Гаврилова /  Еллен Перес —  Дуань Інін /  Хань Сіньюнь, 6–4, 6–3